# Dziennikarz

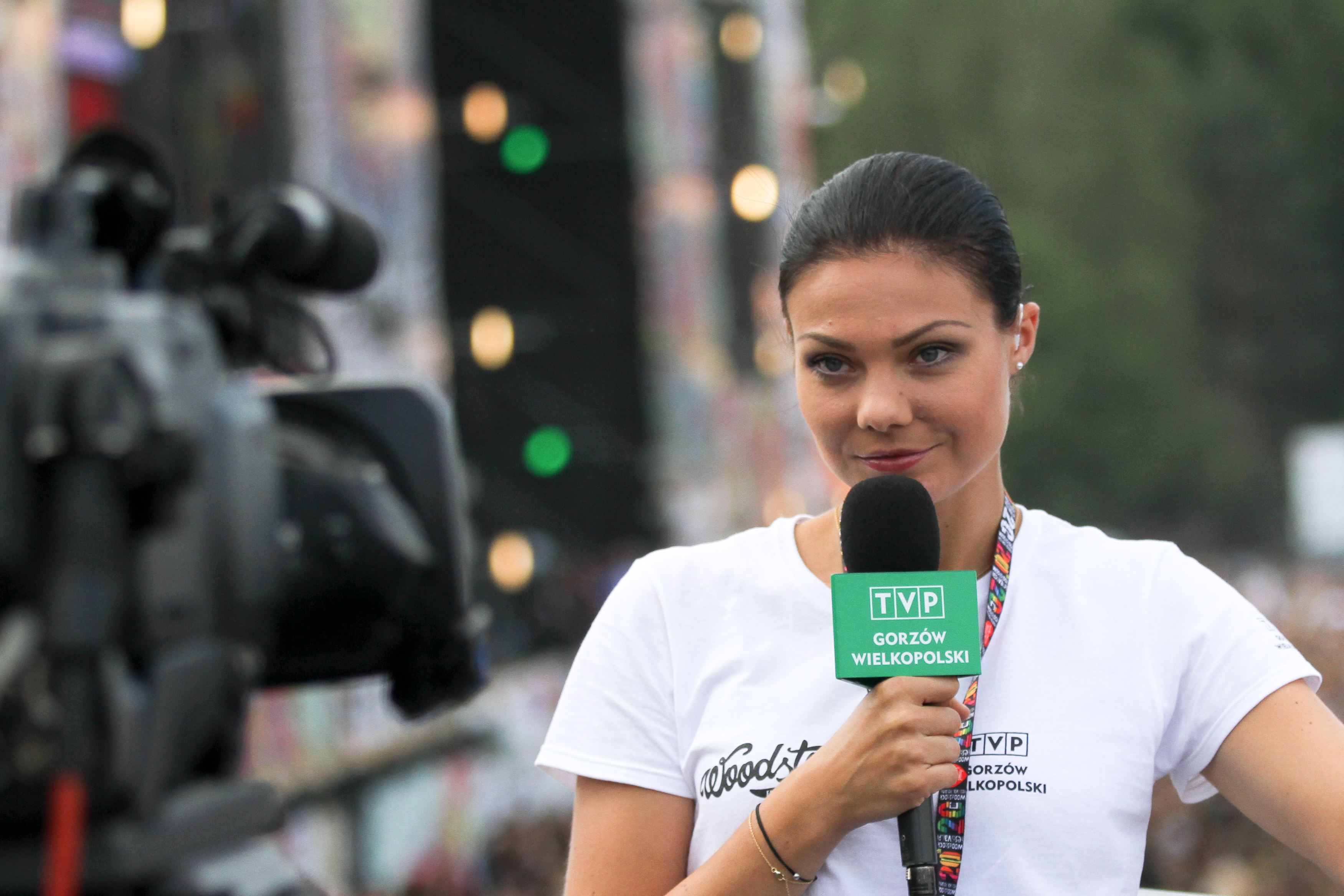
Dziennikarka TVP podczas pracy

Dziennikarz – osoba zajmująca się przygotowaniem i prezentowaniem materiałów w środkach masowego przekazu.
Pierwotnie termin ten oznaczał osobę piszącą teksty w gazetach; wraz z rozwojem innych mediów, objął także osoby zajmujące się przygotowaniem tekstów w radiu, telewizji oraz internecie. 
Zadaniem dziennikarzy jest przekazywanie rzetelnych i bezstronnych informacji oraz różnorodnych opinii, a także umożliwianie udziału w debacie publicznej (zob. etyka dziennikarska).
Dziennikarze jako twórcy przekazu medialnego mogą mieć duży wpływ na opinię publiczną oraz polityków, ale sami też mogą ulegać ich wpływom.

## Specjalizacje
Dziennikarzy można podzielić ze względu na dziedzinę, którą się zajmują. Może to być sport, historia, technologia czy nauka. Oprócz tego dziennikarzy różni sposób uprawiania działalności, wyróżniam się m.in. felietonistów, reporterów oraz komentatorów.

### Felietonista
Felietoniści tworzący felietony mają z reguły własną, stałą rubrykę w czasopiśmie (dzienniku, tygodniku, miesięczniku). Często są decydującym czynnikiem przyciągającym czytelnika do danego tytułu.
Za felietonistów uważa się także rysowników regularnie umieszczających rysunki satyryczne w periodykach (najczęściej tygodnikach).

### Reporter
Dziennikarz zbierający i opracowujący aktualne wiadomości. Jego rola różni się w zależności od stosowanego środka przekazu. Reporterzy telewizyjni, radiowi oraz internetowi, często prowadzą swoje programy "na żywo", dostarczając przekazu z miejsca wydarzenia. Reporterzy zatrudniani przez media papierowe, piszą swoje teksty poza miejscem zdarzenia, na podstawie zebranych tam informacji. Do tego grona zalicza się m.in. reporterów wojennych, śledczych, interwencyjnych lub fabularnych. Często reporterzy poza przedstawianiem informacji zajmują się również nagłaśnianiem bulwersujących spraw, jak zbrodnie wojenne, oszustwa czy przestępstwa, celem spowodowania reakcji władz państwowych, służb publicznych lub organizacji międzynarodowych.

### Korespondent

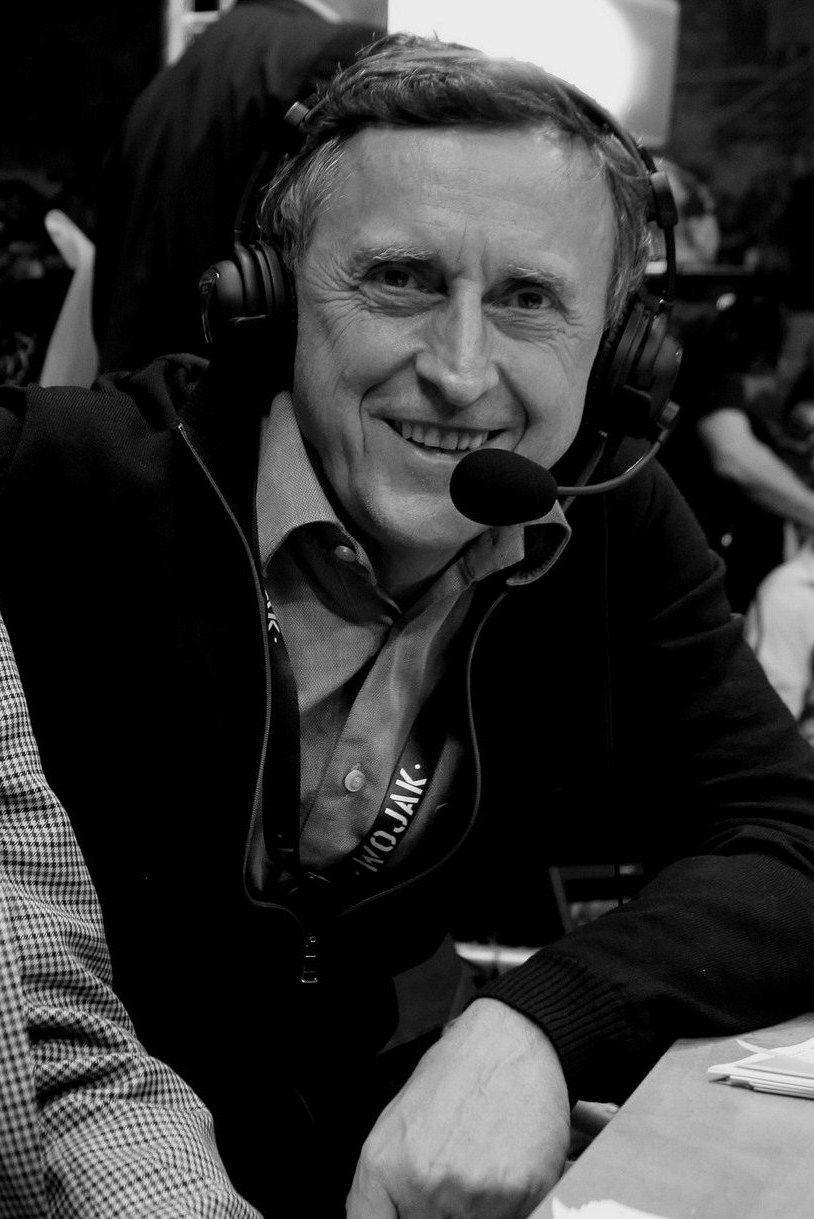
Komentator sportowy Andrzej Kostyra

Dziennikarz przygotowujący materiał z zagranicy, prezentujący swoje materiały w macierzystej organizacji medialnej. Korespondenci zdają relacje, będąc na miejscu wydarzeń rozgrywających się poza krajem, w którym ich przekaz jest nadawany. Może to być np. konflikt zbrojny lub specyficzna sytuacja polityczna. Przeszkodą dla korespondentów może być wrogość kraju, w którym przebywają, np. w ChRL są oni traktowani jako zło konieczne.

### Komentator
Komentator zajmuje się analizą rzeczywistości i oceną wydarzeń, które relacjonuje, np. komentator polityczny przybliża czytelnikom lub widzom wydarzenia polityczne. Komentator sportowy opisuje wydarzenia, których jest świadkiem, dodając informacje wzbogacające odbiór np. wspomina kontuzję piłkarza. Dokładne i zwięzłe relacjonowanie wydarzeń przez komentatora odgrywa szczególną rolę w radiu oraz w innych formach przekazu, za pomocą których odbiorca nie może zobaczyć wydarzenia na własne oczy.

### Prezenter
Prezenter to dziennikarz zapowiadający lub prowadzący program. Prezenterzy sami nie przygotowują treści, a jedynie przedstawiają efekt pracy innych dziennikarzy. Prezenterów powinna cechować bardzo wyraźna dykcja, a w telewizji również przyjemna dla oka aparycja.

## Dziennikarze w polskim prawie prasowym
Osoby niezwiązane z branżą traktują słowa dziennikarz i redaktor jako zamienne. Jednak w wielu redakcjach istnieje ścisłe rozgraniczenie tych dwóch funkcji. Dziennikarz to często osoba, która tylko pisze teksty. Redaktor je redaguje, a także podejmuje decyzje o ich ukazaniu się (redaktor działu, programu, rubryki). Także w ustawie Prawo prasowe (Dz.U. z 1984 r. nr 5, poz. 24) pojęcia dziennikarza i redaktora zdefiniowane są odrębnie.
W świetle art. 7 ust. 2 pkt 5 ustawy Prawo prasowe, dziennikarzem jest osoba zajmująca się redagowaniem, tworzeniem lub przygotowywaniem materiałów prasowych, pozostająca w stosunku pracy z redakcją, albo zajmująca się taką działalnością na rzecz i z upoważnienia redakcji.
Definicja łączy w sobie koncepcję wiążącą pojęcie dziennikarza ze stosunkiem pracy w redakcji z koncepcją faktycznego wykonywania zawodu. Oznacza to, że dziennikarzem będzie zarówno osoba zatrudniona na podstawie jakiejkolwiek umowy o pracę przewidzianej w kodeksie pracy, jak również osoba zatrudniona na podstawie umowy o dzieło lub zlecenia.
Dziennikarzem będzie również współpracownik redakcji, zbierający informacje na własną rękę z przeznaczeniem dla danej redakcji, a także osoba odbywająca praktykę studencką w redakcji oraz absolwent uczelni zatrudniony w ramach tzw. stażu finansowanego ze środków publicznych.
Dziennikarze nie zawsze są związani z jedną redakcją. Nie ma prawnego zakazu bycia dziennikarzem jednocześnie kilku gazet lub czasopism. Zakaz taki może wynikać jednak z umowy o zakazie konkurencji, która może stanowić element umowy o pracę lub stanowić odrębną umowę.
Dziennikarze mogą faktycznie współpracować z jedną lub kilkoma redakcjami jako „wolni strzelcy” (od ang. freelancer). Freelancerzy nie są objęci wprost definicją polskiego Prawa prasowego. W związku z faktem, że wolnymi strzelcami są niekiedy znani i rozpoznawalni przedstawiciele zawodu, obowiązujący stan prawny spotyka się z krytyką.

## Sytuacja na świecie
Dziennikarze, ze względu na medialny charakter swojego zawodu, są narażeni na represje ze strony rządów państw niedemokratycznych lub łamiących zasady demokracji. Wielu dziennikarzy przetrzymywanych jest w więzieniach. W 2016 roku było ich 348, najwięcej w Turcji, Iranie, ChRL, Egipcie, Etiopii i Erytrei
W krajach ogarniętych wojną, jak np. Irak czy Jemen, dziennikarze są przetrzymywani w roli zakładników. Za wykonywanie swojego zawodu może czekać ich śmierć z rąk organizacji terrorystycznych. Przykładem jest James Foley, postrzegany przez dzihadystów jako kozioł ofiarny. Mordowanie dziennikarzy ma pomóc terrorystom w zastraszaniu społeczności międzynarodowej oraz w wymuszaniu ustępstw światowych rządów w sferze walki z terroryzmem.
Zdaniem organizacji Reporterzy bez granic świat przechyla się w kierunku postprawdy, propagandy i uciszania mediów.

## Nagrody dla dziennikarzy

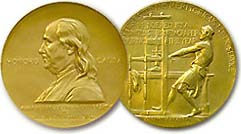
Złoty medal Pulitzera

Dziennikarze za swoją działalność mogą otrzymać wiele nagród. Jedną z najbardziej prestiżowych jest Nagroda Pulitzera przyznawana za wybitne dokonania w dziedzinie dziennikarstwa, literatury i muzyki. Zdobywcy nagrody są wybierani przez jury, działające przy Wyższej Szkole Dziennikarstwa Uniwersytetu Columbia. Kandydatów wybiera się głównie spośród twórców amerykańskich.
Od roku 2009 do 2010, swoją nagrodę posiadał Parlament Europejski. Uhonorowani nią zostali dziennikarze zajmujący się najważniejszymi problemami europejskimi, których praca służy lepszemu zrozumieniu działania unijnych instytucji i europejskiej polityki.
Polskie nagrody dla dziennikarzy to m.in. Grand Press oraz Nagroda im. Dariusza Fikusa.
Co roku przy okazji nagród SDP przyznawany jest tytuł "Hieny Roku" dziennikarzowi, który wyróżnił się szczególną nierzetelnością i lekceważeniem zasad etyki dziennikarskiej. W ten sposób Stowarzyszenie Dziennikarzy Polskich pragnie napiętnować autorów publikacji prasowych, radiowych, telewizyjnych lub internetowych przynoszących dyshonor wiarygodnym środkom przekazu. Nie dotyczy to dziennikarzy mediów, które żerują na plotkach i pomówieniach, posługują się językiem wulgarnym i obscenicznym, bowiem nie zasługują oni na miano dziennikarzy.